# Neolophonotus raymondi
Neolophonotus raymondi là một loài ruồi trong họ Asilidae. Neolophonotus raymondi được Londt miêu tả năm 1987. Loài này phân bố ở vùng nhiệt đới châu Phi.